# Tracy McConnell
Tracy McConnell – más néven Tracy Mosby, Mrs. Mosby, A sárga esernyős lány, Az Anya – a 2006-os Így jártam anyátokkal című szituációs komédia címszereplője. A sorozat főszereplője, Ted Mosby a cselekmény során végig azt narrálja a gyerekeinek, hogyan találkozott az anyjukkal. A karakter nyolc epizódban indirekt módon felbukkan, de az arcát sohasem látjuk, egészen a nyolcadik évad legutolsó részéig. A kilencedik évadtól a sorozat egyik főszereplője. Megszemélyesítője Cristin Milioti, magyar hangja Sallai Nóra.
A tény, hogy Ted egyszer megtalálja gyermekei anyját, keretbe foglalja a sorozatot, az odáig vezető úton pedig számtalan dolgot megtudunk róla. Így például azt, hogy kettejük találkozását nagyban elősegítette egy sárga esernyő, ami Tracyé volt, de akaratán kívül Tedhez került egy időre. A két karakter a farhamptoni vasútállomáson találkozik, a sorozat legutolsó epizódjában, de visszaemlékezésekben a kilencedik évad során látható az is, amikor már együtt vannak. A karakter 2024-ben bekövetkezett halála, melyet szintén az utolsó részben láthatunk, megosztotta a rajongótábort.

## A karakter
Az első nyolc évad során említés szintjén bukkant csak fel az Anya. A sorozat utolsó évadában mutatták be, ki is ő valójában. Carter Bays és Craig Thomas egy viszonylag kevéssé ismert színésznőt szerettek volna a szerepre, nem pedig egy hírességet, különösen nem azok közül a színésznők közül, akik már szerepeltek a sorozatban. Végül Cristin Miliotira esett a választás, többek között azért is, mert énekel és hangszeren is tud játszani, márpedig a történet szerint az Anya basszusgitáron játszik egy zenekarban. Amikor kiválasztották, akkor derült ki, hogy még egy részt sem látott a sorozatból, ezért nem értette meg a karakterének a fontosságát. Ezért Milioti a forgatás előtti nyáron egyben megnézte az összes addigi részt, hogy teljesen képben legyen.

## Karakterfejlődés
Tracy története ugyanazon a napon kezdődik, amelyiken a sorozat is. A 200. részből ("Így jártam apátokkal") kiderül teljes élettörténete. 2005 szeptemberében, miközben Ted éppen megismerkedett Robinnal, Tracy épp az akkori barátját, Maxet várta a születésnapján.Sajnos helyette csak egy megrázó telefonhívást kapott: Max meghalt. A temetést követően bontotta ki Max utolsó ajándékát, egy ukulelét. Tracy megfogadta, hogy mivel Max volt az igazi férfi az életében, többi nem fog senkivel sem kezdeni.
Két és fél év gyászolást követően a szobatársa, Kelly rászedi, hogy jöjjön el vele a 2008-as Szent Patrik-napi buliba – pontosan oda, ahol akkor Ted és Barney buliznak ("Nincs holnap" c. epizód). Itt veszíti el sárga esernyőjét, amely Tedhez kerül. Tracy találkozik régi zenetanárával, Mitch-csel, aki nem más, mint a sorozatból már jól ismert Pucér Pasi. Felajánlja neki az egykori csellóját, amit Mitch köszönettel elfogad, és arra bátorítja a lányt, hogy kövesse az álmait. Tracy ekkor határozza el, hogy küzdeni fog a szegénység ellen, és ezért közgazdaságtant fog tanulni. Be is iratkozik, és egyszer Teddel is találkozik – Ted rossz helyre megy be előadást tartani az építészetről, mire Tracy megijed, hogy ő az, aki rossz előadáson ül, és elmegy. Nem sokkal később Cindy szobatársa lesz, ő az a lány, akivel Ted akkoriban járt. Amikor Ted egyszer felmegy Cindyhez, Tracy holmijait látva egészen felvillanyozódik, ugyanezen az estén pedig véletlenül ottfelejti a sárga esernyőt, ami visszakerül a gazdájához. Cindy szomorú az este történései miatt, mert szerinte Tracy jobb választás lenne Tednek. Tracy megvigasztalja őt, mire nem szándékosan megcsókolja őt Cindy. Cindy ekkor fedezi fel, hogy ő igazából leszbikus, Tracy pedig, hogy készen állna újra randizni valakivel.
Megalapítja saját zenekarát, a Szuperlökonómiát, amibe bevesz egy Darren nevű srácot.  Darren maga az ördög, és szép lassan átveszi a zenekar felett az irányítást. Ezt a bandát hívják végül meg Robin és Barney esküvőjére, miután az előző zenekar nem tudta vállalni. Tracy ekkor ismerkedik meg egy Louis nevű sráccal, aki randira akarja őt hívni, de elég sokat hezitál. Végül beleegyezik, és randizni kezdenek, noha ez nem szerelem. Tracy volt az, aki találkozott Barneyval, és rábeszélte, hogy kérje meg Robin kezét. Az esküvőre menet találkozik Lilyvel is, segít Marshalléknak eljutni időben a szertartásra, miközben kiderül, hogy Darren őt is kitette a bandából. Tracy visszaszerzi a zenekarát, amiben nagy szerepe van Tednek is, aki, nem tudván a dolgokról, leüti Darrent egy másik konfliktus miatt. Ezt követően a nem túl messze lakó Louis-hoz megy, aki megkéri a kezét. Tracy pár perc gondolkodást kér tőle, majd nemet mond, és szakít Louis-szal. Beköltözik ő is a fogadóba, mégpedig pontosan a Ted melletti szobába.
Az esküvő után mindketten hazafelé tartanak, és a farhamptoni vasútállomáson találkoznak. Ted első látásra beleszeret, és Tracy is viszonozza az érzelmeit, miután kiderül, hogy a találkozásuk sorsszerű lehetett. Első randijukon egy skót-mexikói fúziós étterembe mennek, melyet követően romantikus pillanatok után csókolóznak. Egy évvel később a farhamptoni világítótoronyban Ted megkéri Tracy kezét, aki igent mond. Még nem házasodhatnak azonban össze, mert egy évvel később megszületik a kis Penny, majd 2017-ben Luke. Az esküvőt végül csak 2020-ban tartják meg.
Érdekesség, hogy az Anya a nevét csak a sorozat utolsó jeleneteiben fedi fel, addig egyszer sem hangzik el. Az első évad "A pulykával tömött pocak" című részében Ted humorosan ugratja a gyerekeit, hogy egy Tracy nevű sztriptíztáncos az anyjuk, amely nyilvánvalóan nem igaz, viszont a gyerekek azért hitték el olyan könnyen, mert a nevük egyezik.

## Halála és a nézői reakciók
A sorozat legutolsó epizódjából kiderül, hogy Tracy meghalt, a mesélést megelőző hat évvel korábban, 2024-ben egy ismeretlen betegségben. A halál tényét nem mondják ki konkrétan, de Ted úgy utal rá, hogy nagyon beteg volt, a gyerekek pedig úgy, hogy az anyjuk már hat éve nincs velük. Ennek már korábban is voltak jelei. Az "Időutazók" című epizódban a jövőbeli Ted elképzel egy olyan lehetőséget, hogy 45 nappal az esküvő előtt odarohanna Tracy lakásához, csak hogy egy kicsivel több időt tölthessen vele. A "Vulkanikus" című részben pedig egy 2024-ben játszódó jelenetben Tracy megemlíti, hogy milyen anya az, aki nem vesz részt a saját lánya esküvőjén, Ted sírva fakad, majd gyorsan témát vált. Ezek a tények megerősítették azt a teóriát, mely az utolsó részből ki is derül, miszerint az Anya már nincs életben.
A sorozat befejezését aztán rengeteg kritika érte. Milioti maga is szomorú volt, hogy karaktere ilyen véget ér, de elfogadta az alkotók döntését. Nem úgy a nézők, akik petíciókat írtak a befejezés megváltoztatásáért. Ezzel annyit sikerült elérniük, hogy a kilencedik évad DVD-változatán helyet kapott egy alternatív befejezés is, melyben még mindig együtt vannak.